# پاین ولی (یوتا)
پاین ولی (به انگلیسی: Pine Valley) یک منطقهٔ مسکونی در ایالات متحده آمریکا است که در شهرستان واشینگتن، یوتا واقع شده‌است. پاین ولی ۱۸۶ نفر جمعیت دارد و ۱٬۹۸۷٫۰۲ متر بالاتر از سطح دریا واقع شده‌است.